# Andy Potts
Andrew Robert Potts (Hershey (Pensilvânia), 28 de dezembro de 1976) é um triatleta profissional estadunidense, campeão pan-americano

Andy Potts representou seu país nas Olimpíadas de 2004 ficando em 22º.

## Ligações Externas
- Sitio Oficial